# Мать городов русских
Мать городов русских (церк.-слав. мати городом русскымъ) — перифраз из древнерусской литературы, обозначающий Киев.
Наиболее известен по фрагменту статьи 882 года «Повести временных лет», согласно которой эту фразу произносит князь Олег:

И сел Олег княжить в Киеве, и сказал Олег: «Да будет это мать городам русским». И были у него славяне и варяги, и прочие, прозвавшиеся русью.
Оригинальный текст (церк.-сл.)И сѣде Олегъ, княжа в Киевѣ, и рече Олегъ: «Се буди мати городом русскымъ». И бѣша у него словѣни и варязи и прочии, прозвашася русью.

Также встречается в ряде произведений, таких как:
- «Слово на обновление Десятинной церкви» (середина XII века[3]): «славному и честному граду нашему и великой митрополии же, матери городам».
- Тропарь Владимиру Святославичу: «Уподобился еси купцу, ищущему добраго бисера, славнодержавный Владимире, на высоте стола седя матере градов богоспасаемаго Киева»[4].
- Служба на память освящения в 1051/1053 году церкви святого Георгия в Киеве, 26 ноября: «от первопрестольнего матери градом, Богом спасенего Киева»[2].
- «Хождение Зосимы» XV века: «От Рускиа страны из стольнаго града Москвы ... потщахся постигнути [устремился я посетить] славный град Киев иже бе [который был] мати и глава всем градовом рускимь»[5]
- Похвальное слово Константину Муромскому XVI века: «вкупе со християнскою церковию матере градомъ богоспасенаго Киева к Богу возопи»[6].
- Степенная книга XVI века: «Киев наречеся мати всѣм градовом руским»[7].

Фраза представляет собой семантическую кальку с греческого «метрополия» (от греч. μήτηρ — мать и πόλις — город) и означает провозглашение Киева столицей.
Метрополией Руси называет Киев немецкий хронист и путешественник Адам Бременский (1070-е годы): 

Её столица — город Киев, соперник Константинопольского скипетра, славнейшее украшение Греции.
Оригинальный текст (лат.)Cuius metropolis civitas est Chive, æmula sceptri Constantinopolitani, clarissimum decus Græciæ.

«Повесть временных лет» составлялась в Киеве во втором десятилетии XII века, во времена распада Киевской Руси сначала на крупные, а затем и на удельные княжества и, в силу этого, характеризуется героизацией единого русского государства и противопоставлением политически единой Киевской Руси современному летописцу конгломерату враждующих княжеств. Существенным фактором, обусловившим появление фрагмента, служит школа, сложившаяся в Киево-Печерской лавре: именно её монаху Нестору Летописцу приписывается создание «Повести временных лет».
Существует также версия об эсхатологической мотивировке данной фразы. Исследователи обращают внимание на то, что «матерью городов» в древнерусских текстах назывался Иерусалим, в связи с чем выражение «матерь городов русских» может трактоваться как «новый Иерусалим». Таким образом, предполагается, что фраза, приписываемая монахами князю Олегу, провозглашает Киев не просто столицей Руси, но центром всего богоспасаемого мира.
Однократно выражение «мать городов русских» применяется к Владимиру-на-Клязьме, который после монгольского нашествия вместо Киева стал центром митрополии и великокняжеским столом. Из-за быстрого возвышения Москвы традиция не получила развития.
- «Повесть о нашествии Едигея» XV века: «Стол Русскыя земля, многославный Володимерь, мати градом»[10].